# Unteramlach
Unteramlach ist ein Ortsteil der Stadtgemeinde Spittal an der Drau in Kärnten, in Österreich.

## Verbauung
Es besteht aus 82 Häusern und ist in den letzten Jahren als Einzugsgebiet von Spittal an der Drau expandiert.
Der Ort hat ein eigenes Gemeindehaus in Unteramlach 31.

## Kultur und Sehenswürdigkeiten
- Katholische Pfarrkirche Unteramlach hl. Markus